# Negresa (Manet)
Negresa este o pictură în ulei pe pânză realizată în 1880 de către pictorul francez Édouard Manet. Se află acum în Pinacoteca Giovanni e Marella Agnelli din Torino, Italia.
Numele modelului folosit pentru această pictură nu este cunoscut - poate fi Laure, negresa care ține buchetul de flori în Olympia, pictură realizată de același artist. Lucrarea mai este legată de „frumusețile negre ale lui Baudelaire”, referindu-se la amanta sa Jeanne Duval, deși Duval era de rasă mixtă, mai degrabă decât negresă. Baudelaire și Manet au devenit prieteni apropiați, timp în care a realizat un portret al lui Duval din 1862, intitulat Amanta lui Baudelaire. Poetul era deseori prezent în atelierul pictorului.
Negresa este menționată în inventarul postum al lui Manet în 1883 sub numărul 46 și a fost deținut de Éva Gonzalès-Guérard, apoi de Auguste Pellerin, apoi de Alexandre Louis Philippe Berthier, prințul de Wagram. În 1913 a aparținut baronului Herzog din Budapesta, de unde a fost jefuit de trupele naziste. Lucrarea a trecut prin Berlin și Honolulu între 1933 și 1959, înainte de a ajunge la proprietarii actuali. A apărut în volumul 1 al catalogului Rouart-Wilderstein din 1975 sub numărul de referință RW 68.